# Charvátská země
Charvátská země neboli Bílé Charvátsko (chorvatsky Bijela Hrvatska, též Velika Hrvatska) je jméno pro území patrně slovanského kmene Bílých Chorvatů (Pracharvatů), které sahalo od Ostravy po Lvov a i až po Kyjevskou Rus. Bílí Chorvati jsou považováni za kulturní a částečně genetické předky současných Chorvatů. Část z nich měla odtud podniknout cestu na jihozápad a usadit se na západě Balkánského poloostrova, kde měli dát vzniknout přímořskému Chorvatsku. Charvátsko se v Jiráskových Starých pověstech českých objevuje jako mytická pravlast Čechů. Na rozdíl od starších autorů (tak řečeného Dalimila, Přibíka Pulkavy z Radenína a Václava Hájka z Libočan), v jejichž kronikách nic nenaznačuje, že by se „Charváty“ či „Charvátsko“, odkud podle pověsti přišel praotec Čech, odlišovaly od jihoslovanského Chorvatska, klade Jirásek – snad na základě dobových představ o pravlasti Slovanů – tuto pravlast na sever od Tater, do povodí Visly. První kapitola jeho Starých pověstí českých začíná slovy: Za Tatrami, v rovinách při řece Visle, rozkládala se od nepaměti charvátská země, část prvotní veliké vlasti slovanské.
Dále některé pověsti tvrdí, že Kyjev se svými bratry (Kijem a Chorivem) spoluzaložil (každý na svém pahorku) Šček (pravděpodobně Praotec Čech) a někteří badatelé se domnívají, že Slavníkovci patřili k Bílým Chorvatům.